# Zapasy na Letnich Igrzyskach Olimpijskich 1972 – kategoria do 100 kg w stylu klasycznym
Zmagania mężczyzn do 100 kg to jedna z dziesięciu męskich konkurencji w zapasach w stylu klasycznym rozgrywanych podczas Letnich Igrzysk Olimpijskich 1972. Pojedynki w tej kategorii wagowej odbyły się w dniach 6 – 10 września.

## Zasady[1]
Punktacja opierała się na systemie "złych punktów karnych". Zwycięzca otrzymywał zero punktów za wygraną przez "tusz" (łopatki) lub dyskwalifikację; pół punktu za przewagę techniczną, a jeden za zwycięstwo na punkty. Dwa punkty przyznawano za remis, a dwa i pół za remis i pasywność. Za porażkę na punkty zawodnik otrzymywał trzy punkty. Przegrana przez przewagę techniczną skutkowała 3,5 punktami karnymi, a za łopatki lub dyskwalifikację przyznawano 4 punkty karne. Uzyskanie sześciu lub więcej punktów eliminowało zapaśnika z turnieju. Najlepsza trójka walczyła w rundzie finałowej.

## Klasyfikacja[2]
| Pozycja | Nazwisko             | Kraj              |
| ------- | -------------------- | ----------------- |
| 1       | Nicolae Martinescu   | Rumunia           |
| 2       | Nikołaj Jakowienko   | ZSRR              |
| 3       | Ferenc Kiss          | Węgry             |
| 4       | Christo Ignatow      | Bułgaria          |
| 5       | Fredi Albrecht       | NRD               |
| 6       | Tore Hem             | Norwegia          |
| 7       | Andrzej Skrzydlewski | Polska            |
| 8       | Ruedi Lüscher        | Szwajcaria        |
| 8       | Per Svensson         | Szwecja           |
| 10      | Makoto Saitō         | Japonia           |
| 11      | Lorenz Hecher        | RFN               |
| 11      | Aimo Mäenpää         | Finlandia         |
| 13      | Buck Deadrich        | Stany Zjednoczone |
| 14      | Hasan Biszara        | Liban             |

## Wyniki

### Pierwsza runda[3]
| Zwycięzca            | Punkty karne | Wynik     | Przegrany       | Punkty karne |
| -------------------- | ------------ | --------- | --------------- | ------------ |
| Per Svensson         | 2            | Remis     | Christo Ignatow | 2            |
| Tore Hem             | 1            | Na punkty | Aimo Mäenpää    | 3            |
| Rudolf Lüscher       | 2            | Remis     | Hasan Biszara   | 2            |
| Nikołaj Jakowienko   | 0            | Łopatki   | Buck Deadrich   | 4            |
| Andrzej Skrzydlewski | 1            | Na punkty | Lorenz Hecher   | 3            |
| Ferenc Kiss          | 1            | Na punkty | Fredi Albrecht  | 3            |
| Nicolae Martinescu   | 0,5          | Przewaga  | Makoto Saitō    | 3,5          |

### Druga runda[4]
| Zwycięzca            | Punkty karne | Wynik                                   | Przegrany      | Punkty karne |
| -------------------- | ------------ | --------------------------------------- | -------------- | ------------ |
| Christo Ignatow      | 2            | Łopatki                                 | Aimo Mäenpää   | 7            |
| Tore Hem             | 1            | Łopatki                                 | Per Svensson   | 6            |
| Nikołaj Jakowienko   | 0            | Łopatki                                 | Rudolf Lüscher | 6            |
| Andrzej Skrzydlewski | 1            | Łopatki                                 | Buck Deadrich  | 8            |
| Ferenc Kiss          | 5            | Obustronna dyskwalifikacja za pasywność | Lorenz Hecher  | 7            |
| Fredi Albrecht       | 4            | Na punkty                               | Makoto Saitō   | 6,5          |
| Nicolae Martinescu   | 0,5          | Bez walki                               |                |              |
| Hasan Biszara        |              | Wycofał się                             |                |              |

### Trzecia runda[5]
| Zwycięzca          | Punkty karne | Wynik     | Przegrany            | Punkty karne |
| ------------------ | ------------ | --------- | -------------------- | ------------ |
| Nicolae Martinescu | 1,5          | Na punkty | Christo Ignatow      | 5            |
| Nikołaj Jakowienko | 1            | Na punkty | Tore Hem             | 4            |
| Ferenc Kiss        | 5,5          | Przewaga  | Andrzej Skrzydlewski | 4,5          |
| Fredi Albrecht     | 4            | Bez walki |                      |              |

### Czwarta runda[6]
| Zwycięzca          | Punkty karne | Wynik     | Przegrany            | Punkty karne |
| ------------------ | ------------ | --------- | -------------------- | ------------ |
| Nicolae Martinescu | 2,5          | Na punkty | Fredi Albrecht       | 7            |
| Christo Ignatow    | 5            | Łopatki   | Tore Hem             | 8            |
| Nikołaj Jakowienko | 1            | Łopatki   | Andrzej Skrzydlewski | 8,5          |
| Ferenc Kiss        | 5,5          | Bez walki |                      |              |

### Piąta runda[7]
| Zwycięzca          | Punkty karne | Wynik     | Przegrany          | Punkty karne |
| ------------------ | ------------ | --------- | ------------------ | ------------ |
| Ferenc Kiss        | 6,5          | Na punkty | Nicolae Martinescu | 5,5          |
| Nikołaj Jakowienko | 1            | Łopatki   | Christo Ignatow    | 9            |

### Finał[8]
| Zwycięzca          | Punkty karne | Wynik       | Przegrany          | Punkty karne |
| ------------------ | ------------ | ----------- | ------------------ | ------------ |
| Nicolae Martinescu |              | Kontuzja-WO | Nikołaj Jakowienko |              |